# Луцій Постумій Мегелл
Лу́цій По́стумій Меге́лл (лат. Lucius Postumius Megellus; кінець IV — початок III століття до н. е.) — політичний, державний та військовий діяч Римської республіки, консул 305, 294 і 291 років до н. е.

## Життєпис
Походив з патриціанського роду Постуміїв. Син Луція Постумія Мегелла. 
Був курульним еділом, започаткував храм Венери. У 305 році до н. е. його було обрано консулом разом з Тиберієм Мінуцієм Авгуріном. На цій посаді вів війну із самнітами. У битві при місті Тіферн обидві сторони не виявили переможця, а сам Постумій вимушений був відступити у гори на з'єднання з Мінуцієм. Після цього консули завдали рішучої поразки ворогам, а згодом захопили місто Бовіан. За це вони отримали тріумф.
У 295 році до н. е. Луцій Постумій був призначений пропретором й спрямований до Етрурії, щоб підірвати обороноздатність етрусків, які планували разом з галлами та умбрами напасти на Рим. Постумій виконав своє завдання, спустошивши землі навколо міста Клузій.
У 294 році до н. е. Луція Постумія знову було обрано консулом, цього разу разом з Марком Атілієм Регулом. Під час цього консулату Луцій Постумій вів війну проти самнітів. Спочатку була захоплена Сора, потім у жорсткій битві при Міліонії Мегелл завдав тяжкої поразки самнітам, а згодом захопив їхнє місто Феритру. Після цього швидким рухом Луцій Постумій сунув проти етрусків, які збирали свої сили для нападу на Римську республіку. Тут Мегелл завдав рішучої поразки ворогам при Вольсінії та Рузеллі. Ян наслідок, було укладено мир з містами Вольсіній, Перузій, Аретін, на 40 років, а кожне місто зобов'язано було сплатити римлянам по 50 тисяч асів. За це Постумій запросив у сенату тріумф, але йому було відмовлено. Проте за волею плебса Мегелл провів таки свій тріумф.
У 292 році до н. е. Постумій став інтеррексом для обрання консулів. Він призначив на 291 рік новими консулами себе і Гаєм Юнієм Брутом Бубульком. Після цього силою змусив зректися своїх повноважень проконсула Квінта Фабія Максима Гурга, який вів війну проти самнітів. Після цього Мегелл захопив міста Коміній та Венузію. Втім після закінчення повноважень Мегелла на нього було накладено штраф у 50 тисяч асів.
У 282 році до н. е. очолив посольство до міста Тарент, як гарний знавець грецької мови та звичаїв. Втім тут Постумій отримав поганий прийом. Це у свою чергу стало приводом для початку війни Римської республіки проти Тарента.
З того часу про подальшу долю Луція Постумія Мегелла згадок немає.

## Родина
Діти:
- Луцій Постумій Мегелл, консул 262 року до н. е.